# Riseberga landsfiskalsdistrikt
Riseberga landsfiskalsdistrikt var 1918–1964 ett landsfiskalsdistrikt i Kristianstads län, bildat när Sveriges indelning i landsfiskalsdistrikt trädde i kraft den 1 januari 1918, enligt beslut den 7 september 1917. Den 1 januari 1965 avskaffades i Sverige samtliga landsfiskaler och landsfiskalsdistrikt, och deras arbetsuppgifter delades upp på de nyskapade indelningarna polisdistrikt, åklagardistrikt och kronofogdedistrikt.
Landsfiskalsdistriktet låg under länsstyrelsen i Kristianstads län.

## Ingående områden
1 januari 1947 ombildades Perstorps landskommun till Perstorps köping. När Sveriges nya indelning i landsfiskalsdistrikt trädde i kraft den 1 januari 1952 (enligt kungörelsen 1 juni 1951) ändrades indelningen av distriktets ingående områden.

### Från 1918
Norra Åsbo härad:
- Färingtofta landskommun
- Oderljunga landskommun
- Perstorps landskommun
- Riseberga landskommun

### Från 1947
Norra Åsbo härad:
- Färingtofta landskommun
- Oderljunga landskommun
- Perstorps köping
- Riseberga landskommun

### Från 1 januari 1952
- Perstorps köping
- Riseberga landskommun